# Vicia cretica
Vicia cretica — вид квіткових рослин з родини бобових (Fabaceae). Ареал охоплює такі країни: Кіпр, Греція (зокрема, Східно-Егейські острови, Крит), Туреччина.

## Середовище
Висота проживання: 0–850 метрів. Vicia cretica — однорічна трав'яниста рослина, яка зустрічається у фригані, кам'янистих місцях і часто росте між карликовими чагарниками. На Кіпрі її майже завжди асоціювали із Sacopoterium spinosum. Немає відомих серйозних загроз для цього виду.